# Yasuyuki Muneta
Yasuyuki Muneta, né le 10 février 1981, est un judoka japonais évoluant dans la catégorie des plus de 100 kg (poids lourds). Il se révèle chez les juniors par un titre de vice-champion du monde en 1998. Sélectionné pour les championnats du monde en 2001 puis en 2003 lors desquels il remporte son premier titre mondial, Muneta n'est pas sélectionné pour les Jeux olympiques de 2004 à Athènes, son compatriote Keiji Suzuki lui étant préféré. Vice-champion du monde en 2005, le Nippon obtient un second titre mondial en 2007 à Rio de Janeiro en remportant la sacre en toutes catégories. Quelques semaines plus tard, le judoka se blesse sérieusement à un œil au cours d'un entraînement. Après un diagnostic médical rassurant, il fait son retour à la compétition début 2008. Lors du Tournoi de Hambourg disputé en février, il obtient un probant succès en disposant notamment du champion du monde en titre Teddy Riner en quarts de finale puis de l'Ouzbek Abdullo Tangriev en finale.

## Palmarès

### Championnats du monde
- Championnats du monde 2001 à Osaka (Japon) :
  - 7e en toutes catégories.

- Championnats du monde 2003 à Osaka (Japon) :
  -  Médaille d’or en plus de 100 kg.

- Championnats du monde 2005 au Caire (Égypte) :
  -  Médaille d’argent en plus de 100 kg.

- Championnats du monde 2007 à Rio de Janeiro (Brésil) :
  -  Médaille d’or en toutes catégories.

### Divers
- Principaux tournois :
  - 2 podiums au Tournoi de Paris (1er en 2000 et 2003).
  - 4 podiums au Tournoi de Hambourg (1er en 2004, 3e en 2005, 1er en 2006 et 2008).
  - 3 podiums à la Coupe Jigoro Kano (1er en 1999, 2e en 2002, 1er en 2003).

- Par équipes :
  -  Champion du monde par équipes en 2002 à Bâle (Suisse).

- Juniors :
  -  Vice-champion du monde juniors en 1998 à Cali (Colombie).